# 味園ビル
味園ビル（みそのビル）は、かつて大阪府大阪市中央区千日前に存在した複合商業ビルである。別名：味園ユニバースビル。

## 概要
1955年に建設された。ビル内にキャバレー、スナック、ダンスホール、宴会場、サウナなどが入居した。たび重なる改築と業態のマイナーチェンジを経ている。
当時としては派手なネオンサインとモダンで高級感のある外観が評判を呼び、高度経済成長期の好景気も手伝って連日の大繁盛をおさめた。1970年代より、インパクトの強いテレビCMを放映した結果、関西圏で知名度を高めた（後述）。
1980年代のバブル経済期まではミナミの歓楽街を代表する存在だったが、1990年代半ば以降は2階テナントフロアの大半が空き物件という状況になるなど、一時低迷した。そこで2004年に運営会社の方針でテナント料を大幅に下げ、若いオーナーが中心のバーや飲食店を誘致したことにより、東京の新宿ゴールデン街と並んで日本のサブカルチャー、アンダーグラウンド文化の発信地としても注目されるようになった。実際にあるテナントの店主によると、賃貸契約の際には「敷金・礼金・保証金が全て無し」という破格の条件だったという。
しかし建物の老朽化が激しく、2024年末で1・2階フロアの全店舗が営業を終了。残る地下の貸しホールについても2025年6 - 7月にさよなら興行を行い、同年7月5日のイベントを最後に営業終了・全面閉鎖された。
閉鎖後はビルの解体・建て替えが検討されている。

### フロア構成
- 5階：宴会場。2020年からの新型コロナウイルス感染症の流行に伴い臨時休業となり、営業再開されることなくビル閉鎖に至った。
- 4階：ホテル。2019年9月30日で閉店した[6]。かつてはサウナも併設されていた。
- 3階：マッサージルーム・レンタルルームなど。なおマッサージ店は2019年12月末で閉店した。
- 2階：テナントフロア。前述の通りスナック等の飲食店が多数入居している。
- 1階：駐車場。一部エリアはライブハウスとしても使用されている[2]。
- 地下1階：貸しホール。かつてはキャバレー「ユニバース」が存在したが、2011年3月15日に営業を終了している。

## CM

### 味園
味園のテレビCMは、1970年代から1990年代にかけて、主にサンテレビで毎日のように放送された。キャッチフレーズは「食事のデパート」。原価奉仕・部屋代無料を謳い、安価な飲食メニューや多数の個室、500名収容の宴会場に併設の浴場やスナック店舗などを紹介している。エコーを活用したジングル（味園の店名連呼）が特徴的であり、また一部映像は初期のものを後期まで再活用していた。
店名表示として下記「ユニバース」と同一のカット（ビル外観の「味園」と「ユニバース」の看板が並んで写ったもの）を用いた。

### ユニバース
ユニバースのCMは1970年代から2000年代にかけて主にサンテレビ（の深夜時間帯で主に）放送された。店内アトラクションの紹介としてヌードダンサーが登場するカットが含まれていた。

## エピソード
- ダンスホールの専属歌手にデビュー前の和田アキ子がいた。
- ピンク・レディーは売れる前に味園ビルのダンスホールと安く契約していたが、公演直前に大ブレークして長蛇の列ができた。
- サブカルチャー好きの若者やインターネット上からは「大阪ミナミの魔窟」「ミナミの魔窟」という代名詞で語られることがある[8]。
- 保山宗明玉（元モダンチョキチョキズ）、松前公高、赤犬の各メンバー、中将タカノリ、山田ジャック、野溝さやか、ロマンポルシェなど関西を中心としたのサブカル人士が、店舗経営したり足繁く通ったりすることでも知られる。
- 当ビルのユニバースを舞台とした映画『味園ユニバース』（山下敦弘監督）が製作され、2015年に公開された[9]。
- 味園クイズ研究会、味園落語研究会、味園アナログゲーム同好会など、このビルを結成の地をする社会人文化系サークルが多くある。

## アクセス
- Osaka Metro なんば駅
- 近畿日本鉄道・阪神電気鉄道 大阪難波駅
- 南海電気鉄道 難波駅
- 近鉄 近鉄日本橋駅
- Osaka Metro 日本橋駅